# 古宮城
古宮城（日语：／ Furumiya-jō *）是一座位於日本愛知縣新城市（舊為三河國南設樂郡）的城。續日本100名城之一。

## 歷史
在市場村東北有一稱作宮山的獨立丘陵，之前在此丘陵上有個松尾神社，傳聞由米福長者建造。戰國時期，在奧平定能臣服於武田氏後，為了監視奧平氏，於是在元龜2年（1571年）由山縣昌景或馬場信房建造古宮城，由甘利昌忠擔任城主。《三河國二葉松》記載古宮城由馬場氏建造，由小幡又兵衛、甘利左右衛門、大熊備前守駐守該城。
天正元年（1573年）因「古宮城之戰」而廢城，松尾神社亦因此廢祀。但根據《御湯殿上日記》記述，天正3年（1575年），德川家康家臣大賀彌四郎和山田重英與武田勝賴私通並意圖謀反，當時勝賴預定由作手筋出陣。此作手筋雖無詳細資訊，但能推測應為古宮城。同年勝賴在長篠之戰敗於織田信長和德川家康的聯合軍，古宮城也因此消失在武田氏的勢力範圍內。小牧、長久手之戰時，推測德川方為了預防豐臣方的攻擊，有對古宮城進行整備作業。
平成29年（2017年），入選為續日本100名城（150號）。同30年（2018年），被列為新城市指定史跡。

## 古宮城之戰
元龜3年（1572年），治理作手一帶的奧平定能從武田信玄中拿到本領安堵的書信，但翌年信玄病逝後，定能、定昌兩父子便與德川家康私通。同年，當父子倆打算從居城龜山城離去，移至瀧山城時，武田軍也朝該城撲面而去。而兵力不足的古宮城受到趕來支援的德川軍攻擊，後不敵對方軍力敗退，古宮城亦遭到燒毀。

## 構造
該城領域東西約200公尺、南北約150公尺，利用相對高度約25公尺的宮山進行繩張。山麓周圍為堀和土壘所包圍，於丘陵中央以南北走向的巨大堀切將丘陵分為兩半，兩個區塊以土橋連結。現在由城郭南側白鳥神社的小路階梯和登城道，並經過兩袖枡形虎口，則可抵達最高點的主郭。
西側丘陵主要功能為保護位在東側丘陵的主郭部。在山麓處周圍設有橫堀，並在橫堀內設置土壘，以防敵軍能在橫堀內移動；而在西南隅設有枡形虎口，該虎口被認為是古宮城的大手。最高處的曲輪中央偏東側被南北走向的土壘分為兩半，該曲輪除了東側外，其餘三側被橫堀所包圍，再加上東側區域南北兩處設有兩袖枡形虎口，和在該處設有土橋與東側丘陵相連，可推測該區域為丸馬出。
東側丘陵由具有居住功能的曲輪群組成，其最高處的平坦地為主郭部。該主郭周圍為土壘包圍，中間被南北走向的土壘分為兩半，與西側區域相比東側區域地勢較高。東側區域推斷為古宮城最主要的地方，該南側應設有櫓台，在櫓台東邊設有通往主郭的枡形虎口。另外，在主郭東北部的斜坡上設有4至5階的帶曲輪群，推測做為士兵的駐紮地、居住地。帶曲輪群的南端被兩側的豎堀和切岸所圍繞，推測該處為幽禁俘虜的場所。

## 圖片

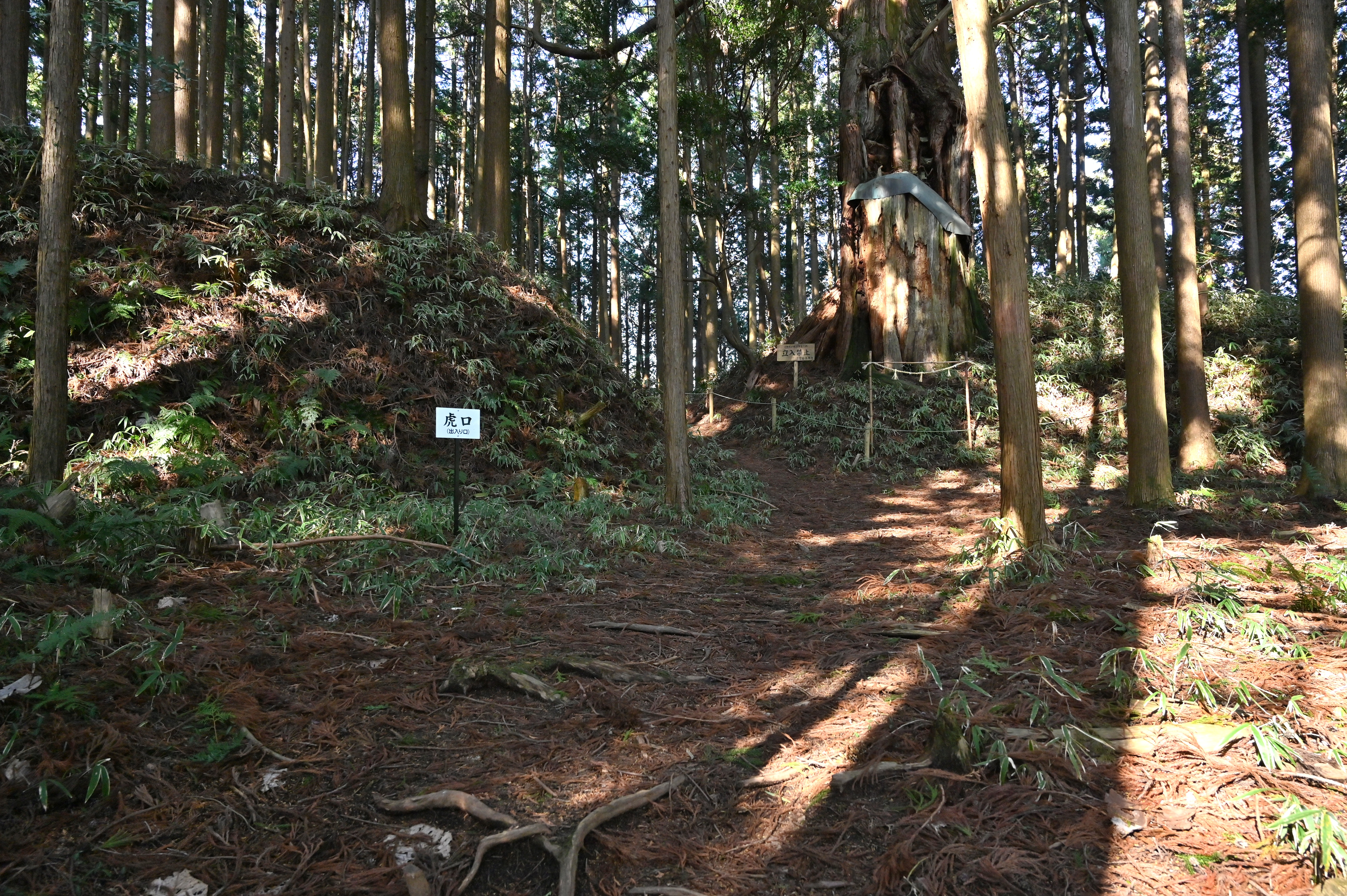
虎口
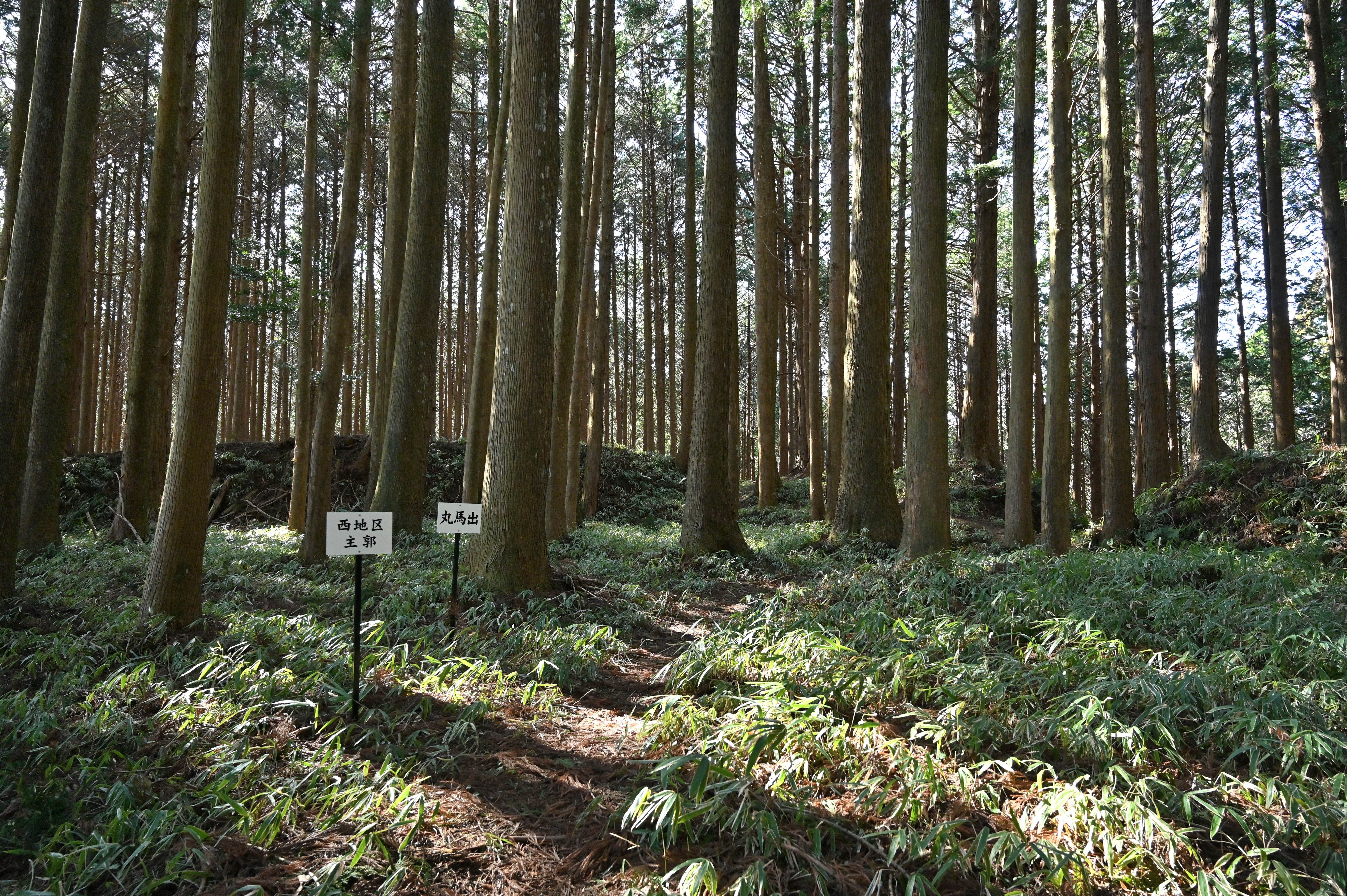
西側丘陵的丸馬出
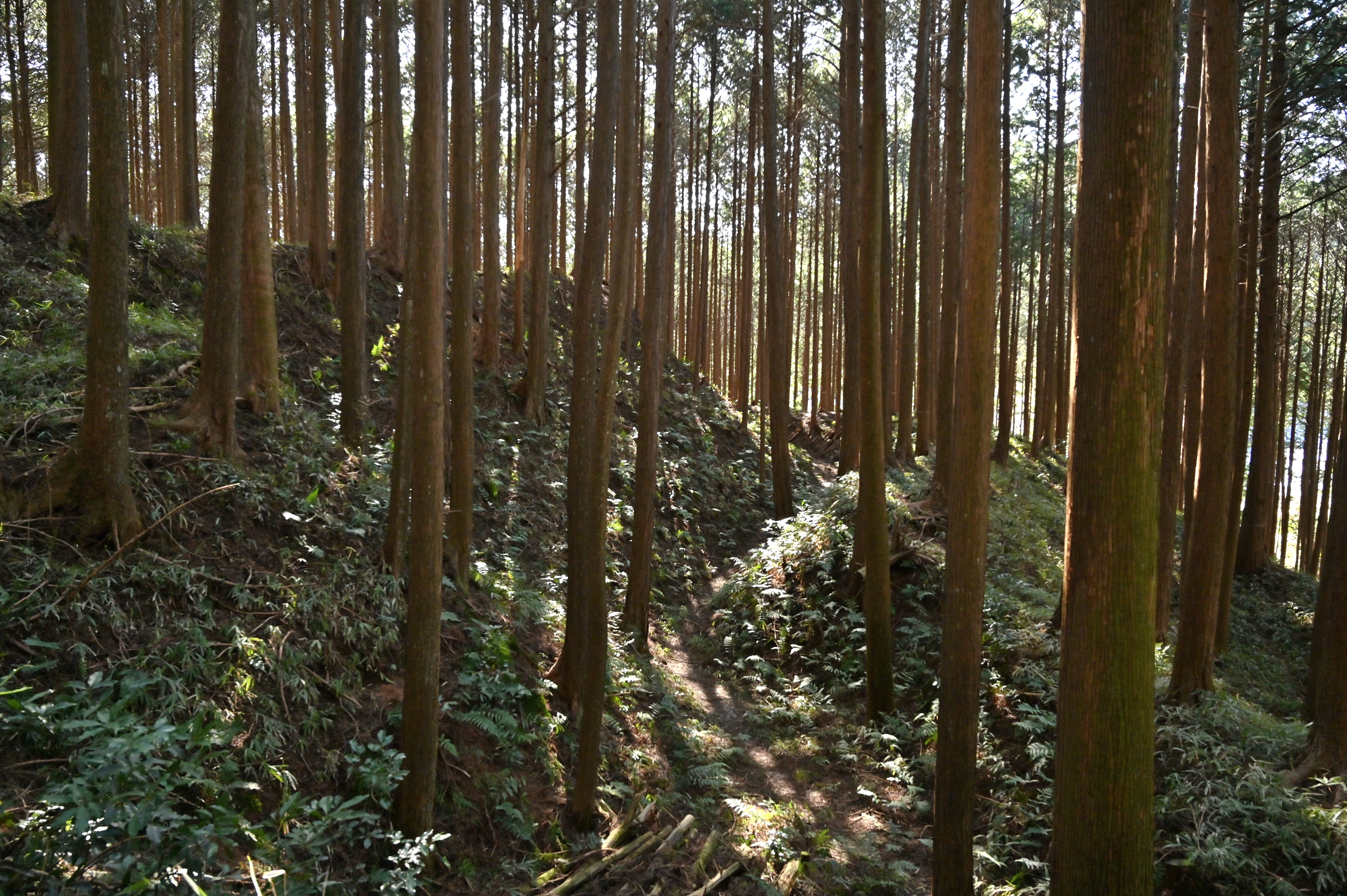
土壘和堀
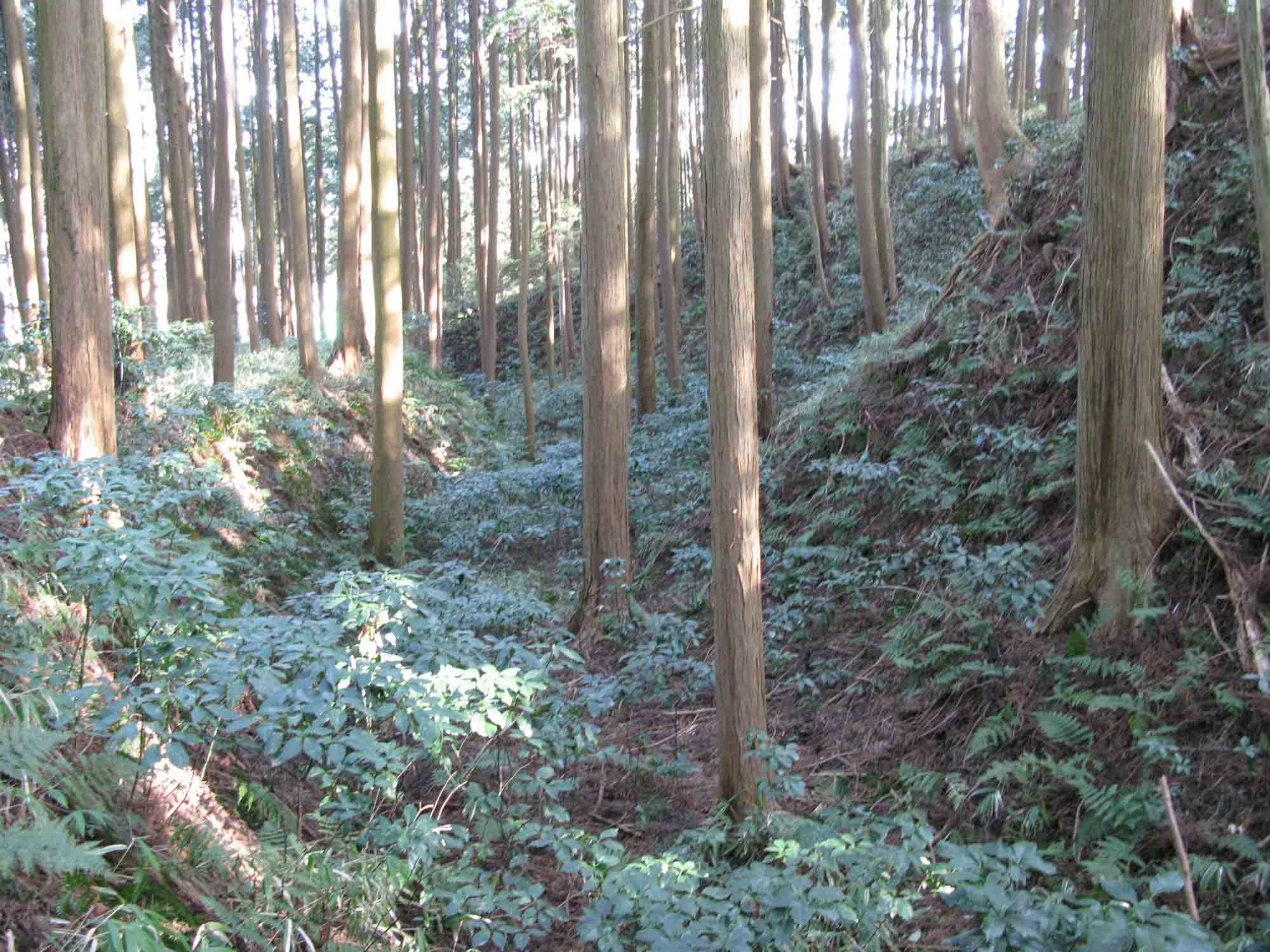
土壘和堀

## 註解
1. ↑  在平安時代末期，地方豪族中擁有富有財產的富翁。中世時因武士勢力崛起而消逝。
2. ↑  虎口開口部分為平虎口，其前方兩側為土壘，呈現內枡形狀。該虎口為武田氏築城的特徵，也出現在躑躅崎館、新府城（日语：新府城）、諏訪原城（日语：諏訪原城）。[2]

## 外部連結
- 古宮城 - kotobank